# 西濃華陽観光バス
西濃華陽観光バス（せいのうかようかんこうバス）は、かつて存在した名鉄グループのバス会社。団体客の貸し切りバスツアーや岐阜市・大垣市・羽島市発の日帰りバスツアー等を催行していたが、2013年（平成25年）12月21日に廃業した。事業および車両は同じ名鉄グループである岐阜バス観光に引き継がれた。

## 営業所
- 本社
- 名古屋営業所